# Brăești (Iași megye)
Brăești település és községközpont Romániában, Moldvában, Iași megyében.

## Fekvése
A DN28-as úttól délre, Szépvásártól (Târgu Frumos) délkeletre fekvő település.

## Története
Öt falu:Brăești, Albești, Buda (Iași), Cristești és Rediu tartozik hozzá.
A 2002-es népszámláláskor 3265 lakosa volt, melynek 94,88%-a volt román, ennek 93,79% görögkeleti ortodox volt. A 2011-es népszámláláskor 3108 lakosa volt.